# Lester Smith
Lester Edward Smith (ur. 14 kwietnia 1902 w San Francisco w  Kalifornii, zm. 4 września 1957 tamże) – amerykański pływak specjalizujący się w stylu dowolnym, olimpijczyk, żołnierz, przedsiębiorca.
Reprezentował Stany Zjednoczone w konkursie pływania 400 metrów stylem dowolnym na Letnich Igrzyskach Olimpijskich 1924, które odbyły się w Paryżu. W eliminacjach ukończył konkurencję w czasie 5:32.4 i zajął 1. miejsce. Dotarł do półfinału, gdzie zajął 3. miejsce z czasem 5:37.6. Nie dotarł do finału.

## Życie prywatne
Podczas trwania II wojny światowej był żołnierzem w armii Stanów Zjednoczonych. Był również przedsiębiorcą – był właścicielem zakładu produkcji betonu.